# Kebab
El kebab (també anomenat kebap, kabob, kebob, kobo o kabab), fa referència a un ampli ventall de plats de carn rostida, generalment cuinats en broquetes, que són originaris d'Orient Mitjà. Majoritàriament, el terme kebab a Amèrica s'associa amb el xix kebab, a Europa fa referència al dóner kebab, i a Israel s'utilitza per denominar les broquetes de carn picada. En canvi, a Orient Pròxim fa referència a la carn que es cou sobre o prop de les flames, o fins i tot carn picolada. El kebab es pot servir en plats, en entrepans o en durums.
La carn tradicional per fer el kebab és la carn de hadidi, però segons els gustos locals i els tabús culinaris, actualment se'n pot trobar de vedella, cabra, pollastre, peix i marisc, o fins i tot d'aliments vegetarians com el falàfel o el tofu. A Espanya, els més consumits són els de vedella, pollastre i també els mixtos amb les dues carns.
Igual que altres aliments ètnics portats per viatgers, el kebab ha esdevingut part de la cuina rutinària en molts països arreu del món i són consumits a diari per milers de persones arreu del món.

## Història
La referència més antiga que es coneix sobre el kebab, és l'obra literària turca Kyssa-i-yussuf, també coneguda com "La història de Josep" escrita l'any 1377, on es parla de com els soldats de les tribus turques que van envair Anatòlia, els quals solien rostir en fogueres trossos de carn travessats amb les seves espases.
Tot i així, es creu que l'origen del kebab és encara més antic:

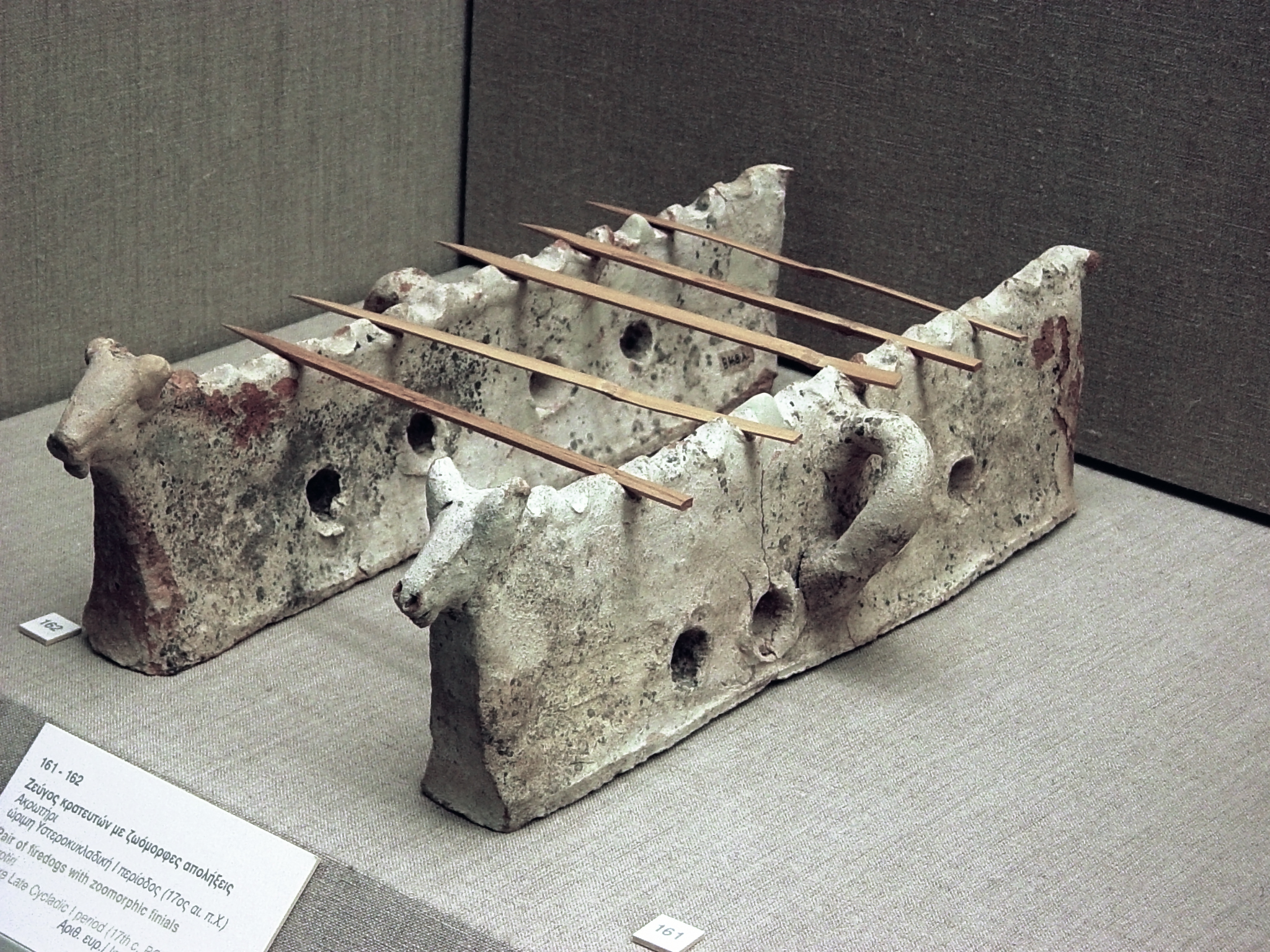
Andiron trobat a Grècia

En una excavació arqueològica realitzada per Christos Douma a Santorí (Grècia), es van descobrir els anomenats "gossos de foc", també coneguts com a Andiron, que daten del segle XVII abans de Crist. Aquests són unes lloses de ceràmica decorades amb dues escultures de gossos, que s'utilitzaven per cuinar carn en broquetes. Tenen uns forats en la base que van ser dissenyats per aportar oxigen a les brases i que el foc es mantingués viu, minimitzant així la producció de fum i cuinant la carn més ràpidament.
En el cas dels kebabs que coneixem avui dia, com és el cas del döner kebab, es creu que té el seu origen en el segle xvii, quan els cuiners otomans es van adonar que al cuinar les broquetes de forma horitzontal, els greixos de la carn queien sobre el foc, alimentant les flames i cremant la carn.
És per aquest motiu que van començar a rostir-la de forma vertical, aconseguint així que la carn no es cremés i que els greixos que es desprenguessin i caiguessin longitudinalment, donant-li així més melositat a la carn.
Després de la Segona Guerra Mundial, va haver-hi una migració masiva de turcs a Alemanya, els quals van introduir la seva gastronomia al país, inclòs els kebabs.
Els primers immigrants turcs que van preparar kebabs a Berlín i que per tant, van introduir el kebab a Europa, van ser Mehmet Aygun l'any 1971 i Kadir Nurman l'any 1972.
Cada cop el kebab ha esdevingut més popular internacionalment i es poden trobar diverses variants de kebab no només a Europa, sinó també a diversos països d'Àsia, Xina, Iran i l'Índia, convertint-se així en una de les opcions de menjar ràpid més populars del món.

## Tipus i variants de kebab arreu del món
Encara que el kebab té el seu origen a Orient Mitjà, hi ha diferents tipus i varietats arreu del món:

### Afganistan
| Variant de kebab | Notes | Imatge |
| ---------------- | --- | ------ |
| Chapli kebab     | El Chapli kebab és un tipus de kebab típic de l'Afganistan, tot i que també és molt popular al Pakistan. És un plat que consta de carn de vedella picada, condimentada amb llavors de coriandre, ceba, llavors de comí i xilis, a la qual s'hi afegeix farina de cigrons o bé de blat de moro, i se li dona forma d'hamburguesa.Tradicionalment és servit amb naan, encara que també s'utilitzen llesques de pa torrat. |        |

### Àfrica
| Variant de kebab | Notes | Imatge |
| ---------------- | --- | ------ |
| Sosatie          | El sosatie, també conegut com sate o satay, és una variació dels kebabs indis i d'Orient mitjà, els quals van ser popularitzats al sud-est d'Àsia durant el segle xix i van ser importats a Sud-àfrica gràcies als immigrants de Malàisia, on va rebre el nom de sosatie. Aquest plat consta de peces o làmines de pollastre, cabra, vedella, peix o xai marinats en salsa de soja i condiments, que són travessades per broquetes fetes de fulles de cocoters o bambú i, posteriorment, cuinades sobre brases. Normalment és servit amb longtond, és a dir, amb pastissos d'arròs cuinats en fulles de plataner amb salsa de cacauets picant. |        |
| Suya             | El suya és un plat tradicionalment preparat pels haussa. Consta de carn, normalment de vedella o pollastre, travessada per una broqueta i condimentada amb una mescla d'espècies (pebre negre, Xylopia aethiopica, Piper guineense i Monodora myrstica) que donen un aroma i gust únics en la carn. És important mencionar que si aquesta barreja d'espècies no és ben emmagatzemada, pot ser font d'intoxicacions alimentàries per part de bacteris o fongs. |        |
| Kyinkyinga       | El Kyinkyinga és un plat típic de la gastronomia de Ghana, que consta de peces de carn de vedella o de pollastre en broquetes cuinades a la brasa, normalment venudes per homes als carrers o a altres llocs públics del país. |        |

### Azerbaidjan
| Variant de kebab | Notes | Imatge |
| ---------------- | --- | ------ |
| Lyulya kebab     | El Lyulya kebab és un dels plats més típics de la cuina de l'Azerbaidjan. Consta de carn de xai picada amb greix de xai (preferentment de la part de la cua), condimentada amb pebre, llimona, sal comuna, ceba, tomàquet i julivert.                                                  |        |
| Tava kebab       | El Tava kebab és un plat molt típic del país que consta d'una barreja de carn de xai picada amb ceba i alls, a la qual se li dona forma d'hamburguesa i es fregeix. Posteriorment es col·loquen cebes, tomàquets, xilis verds, coriandre i menta en una paella, juntament amb la carn. |        |

### Bangladesh
| Variant de kebab | Notes | Imatge |
| ---------------- | --- | ------ |
| Bihari kabab     | El Bihari kabab és un plat típic de Bangladesh i especialment popular a la ciutat de Calcuta. És un plat preparat amb trossos de carn de vedella enfilats en una broqueta condimentats amb ceba, iogurt, xilis, pebre, sal comuna, anís, comí i coriandre i servits típicament amb naan.                     |        |
| Boti kebab       | El Boti kebab un plat que consta de trossos de carn de xai marinada amb iogurt, espècies i herbes, enfilades en una broqueta de metall o de fusta i rostides sobre carbó vegetal. |        |
| Kathi kebab      | El Kathi kebab és un plat molt semblant al Boti kebab, la única diferència és que el Kathi kebab és servit embolicant-lo en roti, panet rodó, juntament amb ceba, xili i salses. Aquest plat va ser creat en el restaurant Nizam, localitzat a Calcuta i és molt popular entre els estudiants de Bangladesh. |        |
| Seekh kebab      | El seekh kebab és un plat molt popular que consta de carn picada especiada de xai o cabra, a la qual se li dona forma de salsitxa en una broqueta i és cuita sobre brasa. |        |
| Reshmi kebab     | El reshmi kebab és un plat que consta de trossos de pollastre amb ceba i diferents espècies enfilats en una broqueta i cuinats a la brasa. És servit amb verdures o masala sabzi (curri de verdures). |        |
| Xamí kebab       | El Xamí Kebab és un plat que generalment consta d'una mescla de carn picada de xai, pollastre o vedella amb pasta de llenties, verdures i espècies a la qual se li dona forma d'hamburguesa i es fregeix. És una font molt rica de proteïnes vegetals i animals.                                             |        |
| Tikka kebab      | El Tikka kebab és un plat fet amb trossos de pollastre pinzellats amb mantega i enfilats en una broqueta que són cuinats sobre carbó. |        |

### Espanya
| Variant de kebab | Descripció | Imatge |
| ---------------- | --- | ------ |
| Broqueta moruna  | Les broquetes morunes són un plat típic d'Espanya, originàries d'Andalusia. És un plat clarament influenciat per la gastronomia marroquina, i consisteix en trossos de carn de pollastre, xai o porc travessades per una broqueta i cuinades a la brasa o en una paella. La carn normalment és especiada amb comí, coriandre, safrà, paprika o en alguns casos amb una barreja d'espècies anomenada ras el hanout. |        |

### Grècia
Dos dels plats més populars de Grècia són els gyros i els souvlaki. Ambdós solen ser típicament servits amb pa de pita juntament amb trossos de tomàquet, ceba i tzatziki (iogurt amb cogombre i all).
| Variant de kebab | Descripció | Imatge |
| ---------------- | --- | ------ |
| Suvlaki          | El Suvlaki (en grec ‘broqueta petita’) fa referència a un plat que consta de cinc o sis trossos de carn de porc travessats per una broqueta, pinzellats amb greix de porc i cuinats sobre carbó vegetal. La broqueta sol tenir un pes mitjà de 40 grams i quan és servit s'afegeix sal i orenga. |        |
| Giros            | Els giros (en grec ‘cercle’ o ‘rodó’) són un dels plats grecs més famosos arreu del món. Per tal de preparar el gyros, es col·loca carn en una broqueta de metal llarga i és cuinada mentre va girant lentament en una graella vertical. La broqueta usualment pesa 20 quilograms i es va tallant la carn en làmines per servir el plat. A Orient Mitjà els Gyros estàn fets de xai o vedella, ja que el porc està prohibit en la religió musulmana. |        |

### Índia
| Variant de kebab         | Descripció | Imatge |
| ------------------------ | --- | ------ |
| Bihari Kabab             | És un tipus de kebab ja explicat anteriorment (veure apartat: Bangladesh), que també és molt famós a la India. Encara que la vedella és un aliment bastant restringit en el país per motius religiosos, està permès el seu consum en estats del nord de l'Índia, com Bihar i l'oest de Bengal. |        |
| Boti kebab               | Igual que en el cas del Bihari kebab, aquest plat és molt famós tant a Bangladesh com a la India (veure apartat Bangladesh). |        |
| Tikka kebab de pollastre | El Chicken Tikka kebab és un plat tradicional indi, que consta de trossos de pit de pollastre marinats amb iogurt, gingebre, menta, coriandre, xili, mantega, sal, pebre, ceba i mango, travessats per una broqueta i cuinats en un forn tandoori. |        |
| Dora kebab               | El Dora kebab és un tipus de kebab indi elaborat amb carn de xai picada mesclada amb gingebre, ceba, xili, coriandre, sal pebre i garam masala. El terme Dora fa referència al cordill que s'utilitza durant la seva preparació. Es col·loca la mescla en una broqueta de fusta i per tal d'assegurar-se que queda ben subjecta, se li dona voltes amb un cordill i es cuina a la brasa. |        |
| Hariyali kebab           | El Hariyali kebab és un tipus de kebab indi molt característic pel color verd que adquireix gràcies al seu marinat. El plat es prepara amb trossos de pit de pollastre que són marinats en espinacs, menta, coriandre i quallada durant unes hores. Posteriorment, es travessen els trossos de carn amb una broqueta i es cuinen en un forn tandoori. |        |
| Kakori kebab             | El Kakori kebab és un plat tradicional originari del poble de Kakori, que es caracteritza per ser un kebab amb una textura extremadament delicada i suau gràcies a que la carn que contenen està molt picada. El plat es prepara amb carn de xai marinada amb ceba, comí, cardamom, anis, xilis, coriandre, sal, pebre, all, gingebre i nou moscada. Posteriorment, es col·loca la carn al voltant d'una broqueta i es cuinat en un tandoori. Tradicionalment se serveix amb Chutney i Chaat Masala.                                |        |
| Galouti kebab            | El Galouti kebab és un plat indi tradicional i molt popular, especialment en la ciutat de Lucknow. Es prepara amb carn de xai marinada en gingebre, all, anís, papaia, cardamom (Amomum subulatum), coco, canyella, xili en pols i nou moscada. Posteriorment se li dona forma d'hamburgueses, es fregeixen en mantega clarificada (ghee) i són servides amb llimona exprimida. |        |
| Kalmi kebab              | El Kalmi kebab és un tipus de kebab que prové de la cuina Mughlai i és especialment popular en la ciutat de Punjab Contràriament a altres tipus de kebab, el Kalmi no és cuinat amb una broqueta, sinó que consta de cuixes de pollastre marinades en iogurt, gingebre, all, suc de llimona, cúrcuma, xili vermell, garam masala, anacards i pebre, els quals són fregits en una paella fins que estar daurades. Tradicionalment el Kalmi kebab se serveix com a aperitiu, juntament amb ceba confitada, arròs i chutney.           |        |
| Paneer kebab             | El Paneer kebab és un tipus de kebab vegetarià molt tipic del Nord de la India, que consisteix en una broqueta amb trossos de formatge Paneer, i diferents verdures, com tomàquets, cebes i pebrots que es cuinen en un forn tandoori. Quan se serveix, es sol condimentar amb suc de llimona i chaat masala picant, juntament amb amanida o chutney de menta. Hi ha altres varietats d'aquest plat com el Paneer Tikka Masala, el qual és servit amb salsa picant, o bé el Paneer Tikka Roll, que és servit enrotllat amb pa indi. |        |
| Xami kebab               | El Xami kebab és un tipus de kebab molt popular tant a la India, Afghanistan i Pakistan (Veure apartat Bangladesh) |        |
| Shikampuri kebab         | El Shikampuri és un plat tradicional indi que consta de carn picada de xai o de pollastre, barrejada amb gingebre, ous, alls, chana dal, cardamom, canyella i xili vermell. Posteriorment se li dona forma de hamburguesa, s'omplen de cebes, xilis i coriandre, es fregeixen i són servides juntament amb Chutney verd. |        |

### Iran
| Variant de kebab | Descripció | Imatge |
| ---------------- | --- | ------ |
| Jujeh kebab      | El Jujeh o Joujeh kabab, és un tipus de kebab iranià fet de pollastre. Consta de trossos de pollastre marinats amb safrà i altres espècies, travessats per una broqueta, i cuinats sobre carbó vegetal. Sovint se serveix acompanyat de tomàquets rostits, ceba o arròs amb safrà. |        |
| Kabab barg       | El kabab barg, és un tipus de kebab iranà que consisteix generalment de trossos de xai o vedella, marinats i travessats per una broqueta, que són cuinats sobre carbó vegetal. Es sol servir juntament amb verdures cuinades o arròs amb safrà i mantega.                          |        |
| Kabab bakhtiari  | El kebab bakhtiari és un tipus de kebab iranià elaborat amb costelles de xai i carn de pollastre. |        |
| Kabab chenjeh    | El kabab chenjeh és un plat elaborat amb carn d'ovella, generalment acabada de sacrificar per optimitzar la tendresa de la carn. Els trossos de carn es travessen amb una broqueta metàl·lica i són cuinats sobre carbó vegetal                                                    |        |
| Kabab koobideh   | El kebab koobideh és un plat tradicional iranià que es prepara amb una barreja de carn molt picada, de xai, vedella o pollastre; assaonada amb varies espècies que es col·loca sobre broquetes metàl·liques i es cuina sobre carbó vegetal.                                        |        |
| Kabab torsh      | El kebab torsh és un plat iranià que consta de trossos de xai o vedella en magrana, all, julivert i oli d'oliva, els quals són travessats per una broqueta i es cuinen sobre carbó vegetal.                                                                                        |        |

### Llevant
La cuina llevantina fa referència a la gastronomia dels països del Llevant, com són el Líban, Israel, Jordània, Palestina, el sud de Turquia i Síria
| Variant de kebab         | Descripció | Imatge |
| ------------------------ | --- | ------ |
| Kebab Memuleh b'hatzilim | És una varietat de kebab típica de Israel que consta de carn picada de vedella, comí, baharat, sal, pebre i cebes que s'omple amb una barreja de alberginies i tahini. |        |
| Kebab Halabi             | El kebab Halabi és un tipus de kebab originari de la ciutat d'Alep (Síria). Consta habitualment de carn de vedella picada, amb alberginia, tomàquet, xilis i pinyons i pistatxos, encara que es coneixen més de 26 varietats del plat. |        |
| Kebab Karaz              | El kebab karaz o kebab de cirera és un tipus de kebab molt especial i característic de la cuina llevantina, el qual consta de carn de xai amb cireres àcides. |        |
| Kebab Khashkhash         | El kebab Khashkash és una variant de kebab molt popular en la gastronomia del Llevant que consta de carn picada, normalment de xai amb un alt contingut de greix, barrejada amb comí, pebre, alls i espècies a la qual se li dona forma de kebab. Es cuina i se serveix sobre una capa de salsa de tomàquet. |        |
| Xauarma                  | El xauarma és un plat típic del Orient Pròxim i consta de carn marinada, generalment de bé, pollastre o vedella que es cou lentament en un ast vertical que es fa girar. La carn es sol marinar durant dos dies en iogurt, vinagre, canyella, claus, cardamom, pebre, llima, paprika, all, llimona i en alguns casos taronja. Un cop la carn està rostida, se serveix tallada a tires, com a farciment amb pa de pita amb diversos acompanyaments com poden ser maionesa, cogombrets envinagrats, tomàquet, ceba. |        |

### Pakistan
La gastronomia del Pakistan té en comú altres kebabs que són originaris de països propers, com per exemple el Chapli kebab, el Seekh kebab, el Shami kebab, Reshmi kebab i Bihari kebab.
| Variant de kebab | Descripció | Imatge |
| ---------------- | --- | ------ |
| Gola Kebab       | El Gola Kebab, és un kebab tradicional en forma de mandonguilles molt típic del Pakistan. Consta de carn de xai amb cebes, espècies, herbes aromàtiques, xilis, claus d'olor, cardamom, canyella, coriandre, menta i alls, a la qual se li dona forma de mandonguilles que son travessades per una broqueta. Pot ser cuinat sobre carbó vegetal o bé, en una paella. Tradicionalment se serveixen juntament amb chutney verd o de menta i es sol servir com a entrant. |        |
| Malai Kebab      | És un tipus de kebab molt semblant al Reshmi kebab i consta, normalment, de trossos de pollastre marinats en malai, que és una crema obtinguda amb el greix de la llet de la vaca, juntament amb altres espècies. Aquest trossos de carn marinats són travessats per una broqueta i cuinats sobre brases amb carbó vegetal. |        |

### Portugal
| Variant de kebab | Descripció | Imatge |
| ---------------- | --- | ------ |
| Espetades        | Les espetades són un plat portugués tradicional originaris de l'illa de Madeira i consisteix en trossos grans de carn de vedella marinats en sal i all, travessats per una broqueta que és cuinada sobre carbó vegetal i presentada verticalment penjant d'un ganxo. La seva particular forma de presentació fa que els sucs de la carn banyin la broqueta i la facin més melosa. Es poden utilitzar altres tipus de carn com salsitxa, porc o fins i tot calamar, però llavors ja no parlariem d'una espetada tradicional. |        |

### Romania
| Variant de kebab | Descripció | Imatge |
| ---------------- | --- | ------ |
| Frigărui         | El Frigărui és un plat típic de Romania, i és elaborat amb trossos de pit de pollastre marinats, encara que existeixen variants on s'utilitzen altres tipus de carns com porc, vedella o bacó. En una broqueta de fusta es solen intercalar trossos del pollastre marinats amb verdures com ceba, pebrot, tomàquet o xampinyons. |        |

### Turquia
| Variant de kebab | Descripció | Imatge |
| ---------------- | --- | ------ |
| Adana kebab      | L'Adana kebab és un plat popular de la gastronomia turca originari de la ciutat d'Adana. Consisteix en carn picada de xai adobada amb all, ceba, paprika, i pebrot picant. La barreja de carn picada es col·loca al voltant d'una broqueta de metall i es cuina en una graella. El plat es sol acompanyar amb diverses verdures; com tomàquets i pebrots. |        |
| Alinazik kebab   | El kebab Alinazik és una varitetat de kebab turca originària de Gaziantep. Consisteix en un puré d'albergínies amb trossos de carn de xai per sobre i iogurt d'all. Es sol acompanyar amb diverses verdures com el tomàquet, cebes o arròs. |        |
| Beyti kebab      | El Beyti kebab és un plat turc que va ser creat pel xef Beyti Güler. El plat es prepara amb carn de xai picada, amb all i pebrots, envoltat amb pasta fil·lo. |        |
| Cağ kebab        | El Cağ kebab és una variant de kebab turca originària de la ciutat de Erzurum. El plat es prepara amb carn de xai marinada amb ceba, sal i pebre. Posteriorment la carn es col·locada en un ast i es cuina horitzontalment. Un cop està cuinada, la carn es talla en làmines i se serveix a sobre d'un lavash.                                            |        |
| Cökertme kebab   | El Cökertme kebab consisteix en tires de vedella marinades amb llet, oli d'oliva, comí, sal i paprika. La carn es fregeix i se serveix sobre un llit de patates fregides tallades molt finament, juntament amb salsa de tomàquet i salsa de iogurt. |        |
| Çöp shish        | El Çöp shish és una variant de kebab turca que consta de trossos de carn de xai marinats amb orenga, oli d'oliva i pebre, els quals es travessen amb broquetes de fusta i es rosteixen. |        |
| İskender kebap   | El İskender kebab és un plat preparat amb làmines de carn de vedella o xai que se serveix juntament amb salsa de tomàquet i mantega en pa de pita. |        |
| Kuzu shish       | El Kuzu shish és un plat tradicional de la gastronomia turca que consisteix en trossos de xai marinats en iogurt, oli d'oliva, all, pebre i comí. Els trossos de xai es travessen amb una broqueta de fusta, intercalant-los amb diversos vegetals. |        |
| Xix kebab        | El xix kebab consta en trossos de carn de be, marinats amb suc de llimona, oli, llet, iogurt, i canyella i enfilats en una broqueta de fusta. Es col·loquen trossos de carn intercalant-los amb diversos vegetals, es cuinen sobre carbó vegetal i se serveixen.                                                                                          |        |
| Shish tavuk      | El shish tavuk consisteix en trossos de carn de pollastre tallat a daus, marinats amb oli d'oliva, timó, all, pebre, ceba i iogurt que són travessats amb una broqueta i cuinats sobre carbó vegetal. |        |
| Tantuni          | El Tantuni és una variant de kebab turca que consisteix en tires de vedella assaonades amb espècies turques, cebes i tomàquets. Es sol servir en lavash, juntament amb pebrot o col. |        |
| Tas kebap        | El Tas kebap és un estofat turc de vedella o xai que es cuina juntament amb ceba, tomàquet i diverses espècies. Generalment se serveix acompanyat d'arròs, puré o patates fregides. |        |

### Xina
| Variant de kebab | Descripció | Imatge |
| ---------------- | --- | ------ |
| Yangrou Chuan    | El Yangoru chuan és un tipus de kebab molt típic de la Xina, sobretot de la zona del nord del païs i de la capital, Beijing. Consisteix en trossos de carn de xai, travessats per una broqueta de fusta assaonats amb comí, sal i xili que són cuinats sobre carbó vegetal. |        |

### Xipre
| Variant de kebab | Descripció | Imatge |
| ---------------- | --- | ------ |
| Sheftalia        | El sheftalia és una salsitxa tradicional de Xipre elaborada amb carn picada de porc i xai, ceba vermella i julivert embolcallat amb budells, que són una membrana greixosa que recobreix l'estòmac de vaques, ovelles o porcs. La mescla de carn és especiada amb sal, pebre i canyella; se li dona forma de salsitxa i es col·loca en una broqueta. Es sol servir amb pa de pita, amanida i tzatziki, una salsa elaborada amb iogurt, cogombre i oli d'oliva. |        |

## Producció i transport
El procés de fabricació del kebab és molt senzill, tan si s'utilitza carn de pollastre com de xai, entre d'altres, l'elaboració dels quals sempre és en sales separades.
Primer de tot es couen diverses verdures i es barregen amb la carn, durant unes 24-48 hores (espècies, vinagre, oli, orenga, ...). A continuació, els filets amanits i marinats es van col·locant en una punxa, fent així diverses capes de carn apunt per cuinar. La peça de carn es cuina lentament girant davant del foc, mentre es va tallant en fines làmines que després aniran amb diferents acompanyaments i salses.
Tant l'etiquetat de l'envàs com el de l'embalatge segueixen les especificacions de les normatives vigents, les del RD 1334/99 i les seves modificacions posteriors, i el reglament 1169/2011 amb les seves modificacions posteriors.
Pel que fa a l'emmagatzematge i el transport de mercaderies (paletització), cal vetllar per a què els envasos, les caixes i els palets estiguin nets, secs i sense cap ruptura, apertura ni aplastaments. El transport s'ha de realitzar en condicions adequades, sense possibilitat de contaminació amb substàncies tòxiques o perilloses per la salut humana.
Per conservar la carn, cal congelar-la en equips de conservació en fred, tenint en compte que la seva vida útil és de 12 mesos. D'aquesta manera, és molt important mantenir la cadena de fred des de la fabricació fins al consum, per tal d'evitar el desenvolupament de microorganismes patògens.
En el moment que calgui el seu ús, el producte s'ha de consumir cuinat directament i sense descongelar, assegurant una temperatura de cocció igual o superior a 70 °C, amb l'objectiu d'eliminar els microorganismes patògens termoresistents, els quals tenen una elevada resistència a la calor. A més, cal que no torni a ser congelada, i en cas de descongelació, cal consumir-la en les següents 48 hores.
Per tant, per a fer-ne un ús segur i responsable cal complir tota la legislació i normativa sanitària catalana, espanyola i europea de producció i distribució.

## Microorganismes i higiene del kebab
Hi ha una evident relació inversa entre la càrrega microbiana present en un aliment, en aquest cas el kebab, i la qualitat d'aquest.
El nombre de microorganismes tendeix a disminuir amb el temps d'emmagatzematge. En general, els recomptes microbians inicials de les mostres, en diferents estudis, s'ha vist que són superiors respecte als 30 i 60 dies d'emmagatzematge, tot i que les diferències entre 30 i 60 dies deixen de ser significatives. Aquest recompte més baix es podria deure al fet que les mostres de döner s'acostumen a emmagatzemar a uns -30 °C, i la baixa temperatura d'emmagatzematge redueix la càrrega microbiana
A més, l'avaluació de la possible contaminació microbiana mostra una notable disminució del recompte microbià dels kebabs cuits en comparació amb els crus. Tanmateix, la presència d'alguns microorganismes patògens en els crus posa de manifest la necessitat de millorar els programes que vetllen per evitar els riscs associats amb els processos de preparació, manipulació i emmagatzematge dels aliments.
Es pot produir una intoxicació alimentària quan no s'apliquen les condicions adequades de temperatura i temps d'escalfament, refredament i emmagatzematge dels aliments com el kebab preparat en males condicions higièniques.
Els resultats de les concentracions bacterianes poden variar segons el tipus de carn, de verdures, de salses, de pa, etc., en tant que hi ha una gran diversitats de kebabs i, per tant, hi ha diferències de composició i textura entre aquests. Per exemple, la textura i/o composició dels döners de salsitxa creen un entorn més favorable per protegir els microorganismes de l'efecte de cocció. D'aquesta manera, s'observen diferències significatives entre döners tradicionals i döners de salsitxa.
En resum, si es produeixen correctament, no hi ha cap risc microbiològic greu.

### Bacteris aerobis mesòfils i psicròfils totals
En el control microbiològic és molt important tenir en compte els bacteris aerobis mesòfils i els bacteris aerobis psicròfils. Aquesta gran classificació inclou als enterobacteris, als coliforms totals i fecals, a Escherichia coli, a les floridures i els llevats, als clostridis sulfit-reductors, a Salmonella, Campylobacter, Listeria monocytogenes, entre d'altres.
Les altes concentracions de bacteris mesòfils totals presents al kebab sembla ser deguda a la baixa qualitat higiènica dels materials i aliments usats, i a causa de la temperatura de cocció insuficient. Tanmateix, la concentració d'aquests pot variar segons l'origen de la carn. Per exemple, s'ha vist que la seva concentració és major en el pollastre cru en comparació amb la vedella. O bé que el recompte d'alguns bacteris, com els aerobis, és major a la zona del pit del pollastre respecte la zona de la cuixa.
La concentració de bacteris aeròbics mesòfils i psicròfils totals pot disminuir després del procés de cocció o amb el primer dia d'emmagatzematge. Tanmateix, a mesura que augmenten els dies d'emmagatzematge, la concentració bacteriana d'aerobis psicròfils i mesòfils dels kebabs döners pot augmentar. A més, la reducció de la concentració durant el procés de cocció no és tan dràstica com succeeix amb altres microorganismes. Tot i així, amb alguna excepció, els recomptes disminueixen si s'aplica un mètode d'envasament (per aire, amb atmosfera modificada, al buit o per sous vide).
Per exemple, amb l'envasament per sous vide (SV), a causa de la calor aplicada en el procés, la concentració d'aquests disminueix. Per tant, els productes produïts amb la tecnologia SV es consideren microbiològicament fiables, però és important determinat, aplicar i controlar correctament la combinació temps-temperatura utilitzada en el procés. En cas contrari, alguns bacteris anaeròbics i anaeròbics facultatius que romanen vius durant l'aplicació del SV poden créixer durant l'emmagatzematge i poden causar deteriorament i riscos per la salut. Cal afegir que el procés SV manté un alt efecte bactericida sobre els bacteris aeròbics psicròfils dels kebabs döner, fins i tot a l'emmagatzematge a 4 °C (òptim de creixement).

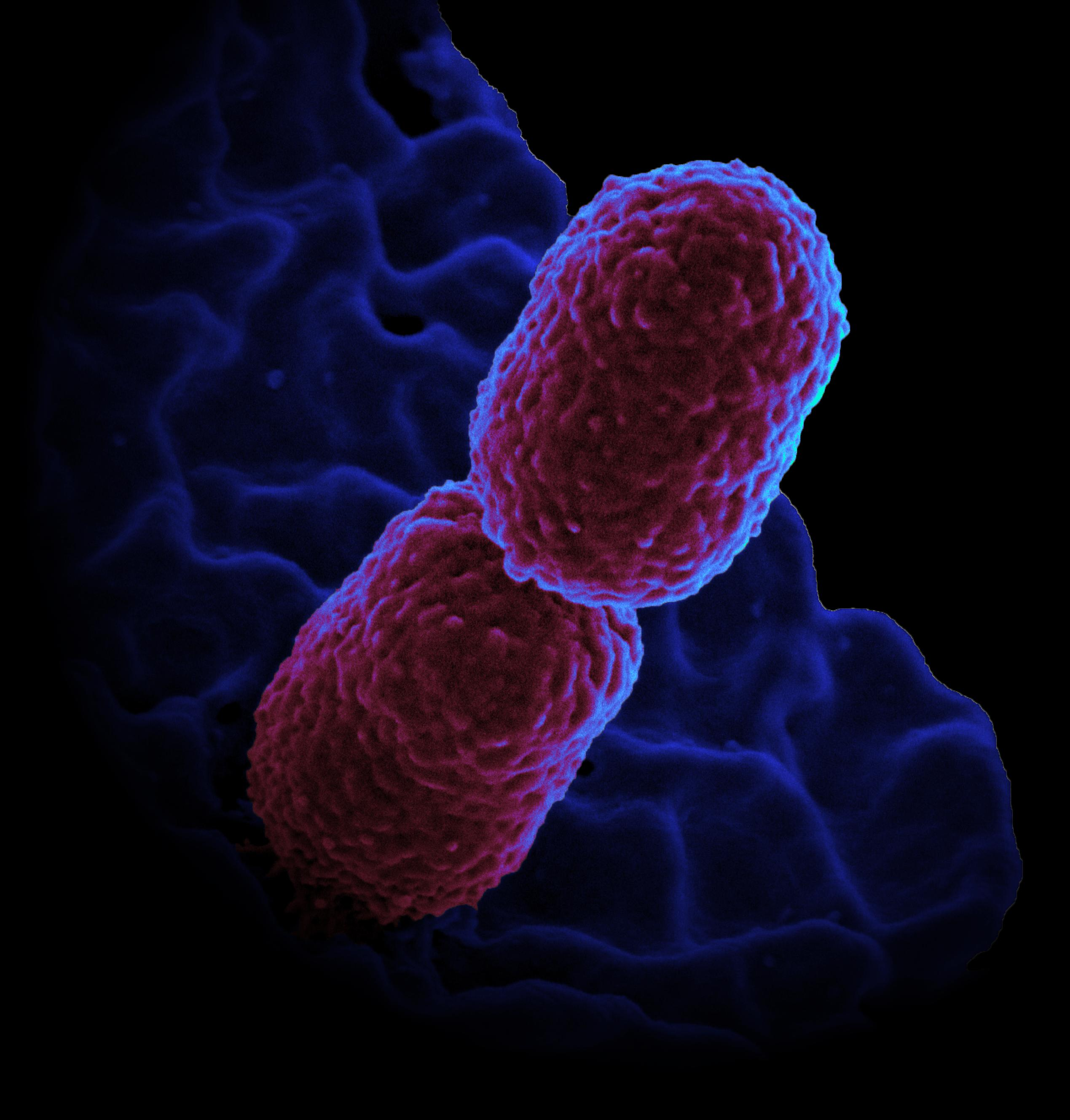
Klebsiella pneumoniae, espècie del gènere Klebsiella, el qual forma part del grup dels coliforms.

### Coliforms totals
Els coliforms són bacteris gram negatius que s'utilitzen com a indicadors de la presència potencial de patògens en un aliment, és a dir, la qualitat d'aliments, ja que són dels més freqüents en les mostres de kebab cuinat, a causa de la cocció o higiene inadequades. En concret, els coliforms s'acostumen a detectar en un 70% de les mostres que s'analitzen, aproximadament. Però una vegada cuinats, només un 30% d'aquestes contenen coliforms. Això és a causa que amb l'exposició a l'alta temperatura, la càrrega microbiana disminueix, sent un dels grups on el procés de cuinat és més efectiu. Per tant, el recompte de coliforms és menor un cop s'ha cuinat el kebab, respecte les mostres crues, ja que els paràmetres de temperatura assolits durant el procés de cocció poden ser suficients per inactivar la càrrega inicial de coliforms dels döners kebabs.
Tanmateix, tot i que les condicions poden ser adequades durant la cocció, alguns poden romandre vius durant aquesta i causar així intoxicacions si troben les condicions adequades pel creixement després en l'emmagatzematge. Especialment, cal parar atenció als que tenen una matèria primera no higiènica i una elevada càrrega microbiana inicial. En aquest últim cas, és requerit un paràmetre de temps-temperatura més alt per la inactivació. Per aquest motiu, es considera que la seguretat alimentària millora amb un correcte envasament posterior a la cocció.
Com la majoria de microorganismes, aquests també tendeixen a disminuir la seva càrrega microbiana proporcionalment al temps d'emmagatzematge, a causa de la baixa temperatura en la qual es troben, sempre que l'envasament sigui el correcte. S'ha observat que amb l'envasament per sous vide (SV), per exemple, les salsitxes de pollastre cuites no presenten coliforms durant 120 dies d'emmagatzematge a 4 °C.
Cal destacar que la diferència de concentració de coliforms als kebabs tradicionals i als kebabs de salsitxa no és significativa, diferentment d'altres microorganismes que presenten grans diferències segons l'origen de cada aliment que forma el kebab.

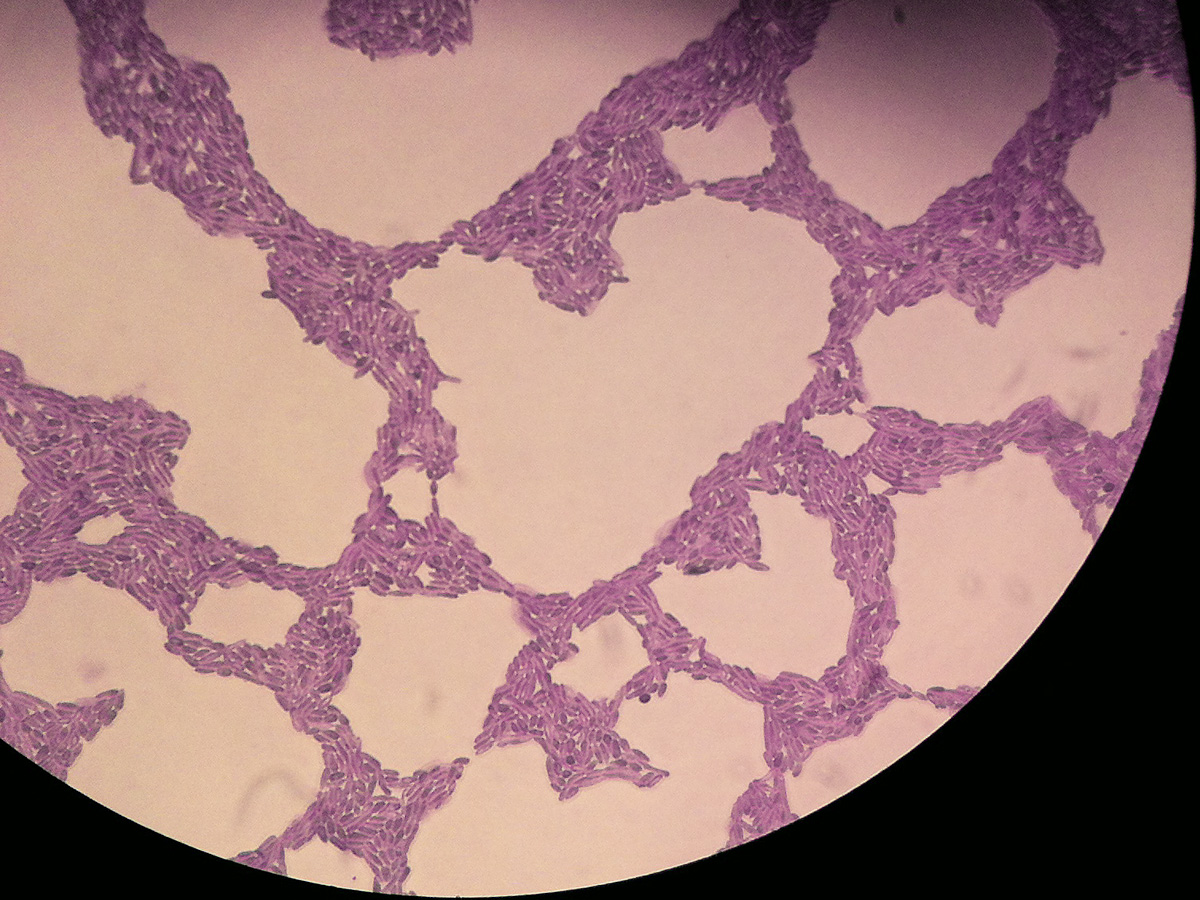
Creixement en cultiu de Rhodotorula mucilaginosa, llevat del gènere Rhodotorula, el qual pot créixer sobre la carn

### Floridures i llevats
En les floridures i els llevats, el procés de cuinat redueix significativament el recompte de cuinat en els diferents tipus de kebabs. És més, és un dels grups de microorganismes on la influència de la cocció és més eficaç.
Per altra banda, la concentració de llevats i floridures en els kebabs tradicionals i els de salsitxa sense cuinar és semblant, és a dir, no difereixen significativament

### Clostridis reductors de sulfit

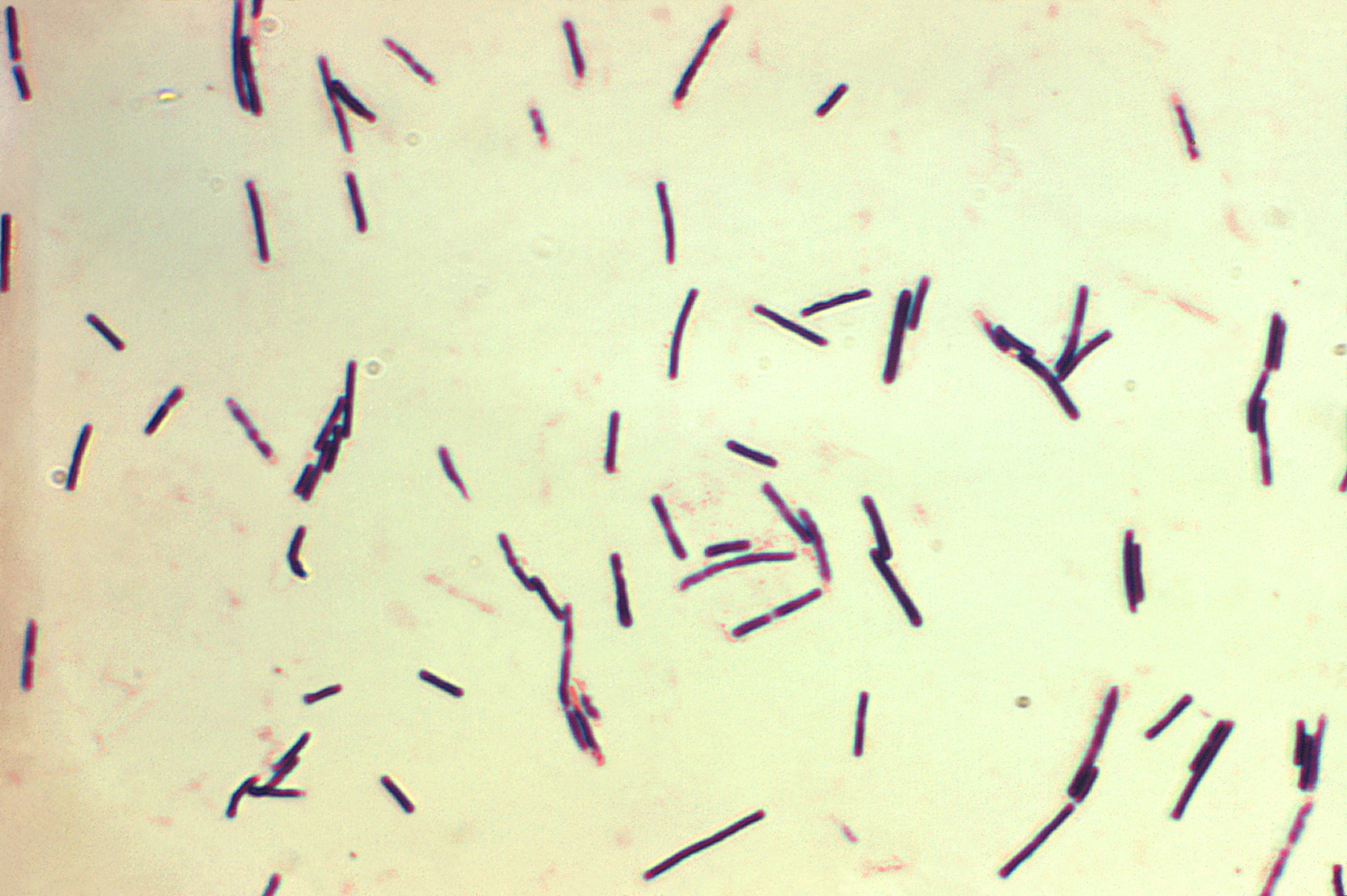
Clostridium perfringens.

Els clostridis reductors de sulfit són un conjunt de bacteris que poden causar malalties en humans.
En alguns estudis es mostra l'absència de Clostridium perfringens durant l'emmagatzematge, quelcom positiu en tant que és un dels bacteris més importants que causen una infecció transmesa per aliments i, per tant, la seva presència a la carn i productes derivats de la carn no és desitjable, ni a concentracions baixes, a causa que poden produir toxines que causen intoxicacions alimentàries.
Tanmateix, cal vigilar a que el kebab no sigui contaminat posteriorment a la cocció, a causa que la carn d'aquest és de baixa qualitat, les mesures d'higiene i sanejament en el procés de producció poden no ser adequades i a la possible baixa eficàcia del procés de cocció. Per tant, aquests poden romandre vius als kebabs, provocant la producció de toxines resistents a la calor.
Cal destacar que dels aliments que formen el kebab, els que tenen un alt contingut de proteïna presenten un major risc al creixement dels clostridis reductors de sulfat.
Així doncs, cal tenir en compte la seva presència, ja que mitjançant un punt crític de control d'anàlisi, es pot reduir el risc de malalties transmeses pel kebab.

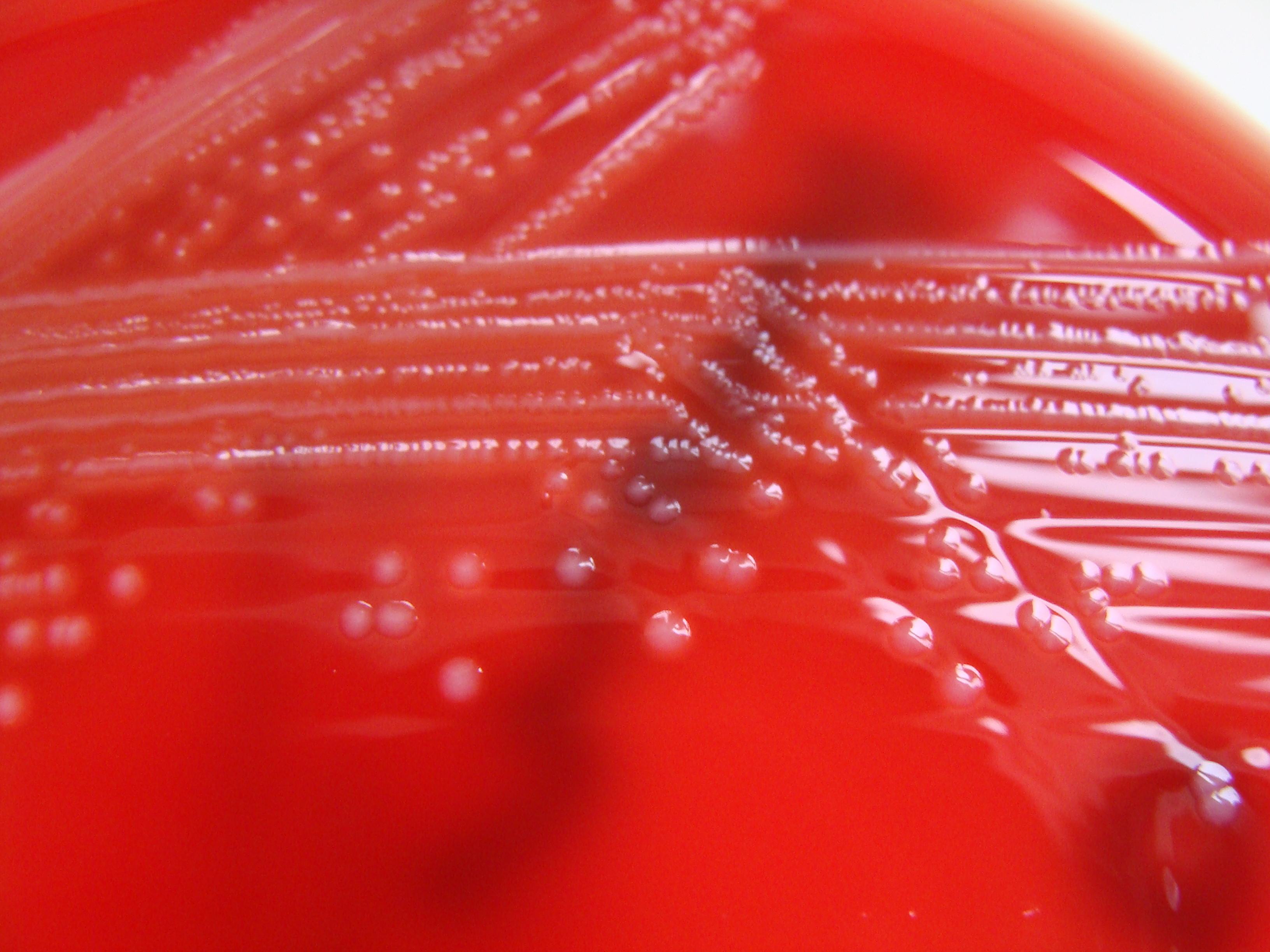
Creixement en agar sang de Listeria monocytogenes.

### Listeria monocytogenes
Listeria monocytogenes (L. monocytogenes) és un dels bacteris més importants causants d'intoxicació alimentària, juntament amb Escherichia coli, Staphylococcus aureus i Clostridium perfringens, no tolerant-se ni a baixes concentracions.

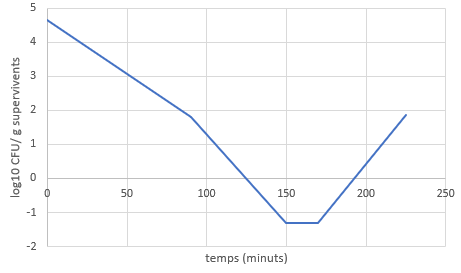
Dinàmica d'inactivació termal de Listeria monocytogenes durant el procés de cocció.

Cal tenir-los en compte en el procés d'emmagatzematge, en tant que són capaços de créixer a baixes temperatures (3’3r.C) i, per tant, alguns científics consideren necessària l'augment de la seguretat microbiana en el processament de kebabs empaquetats.
S'ha demostrat que la cocció del kebab no sempre pot garantir una descontaminació completa del producte. Tal com s'observa a la figura, on es representa les colònies supervivents de L. monocytogenes a la cocció en funció del temps, durant el cuinat (0-150 minuts) el patogen no es detecta. Però posteriorment, amb la forma tradicional de preparar i servir el kebab, els supervivents de L. monocytogenes proliferen, al cap de 180 minuts, fins al nivell observat a partir dels 90 minuts.
Per tant, el procés de cocció tradicional pot no ser suficient si no s'empren controls d'anàlisi de riscs, els quals tenen en compte la qualitat microbiològica, la formació del personal i la seva higiene, el procediment de descongelació, el temps estimat per consumir-se completament, instrumentació utilitzada, etc., per tal de garantir que la presència de L. monocytogenes en el kebab sigui nul·la.

### Escherichia coli

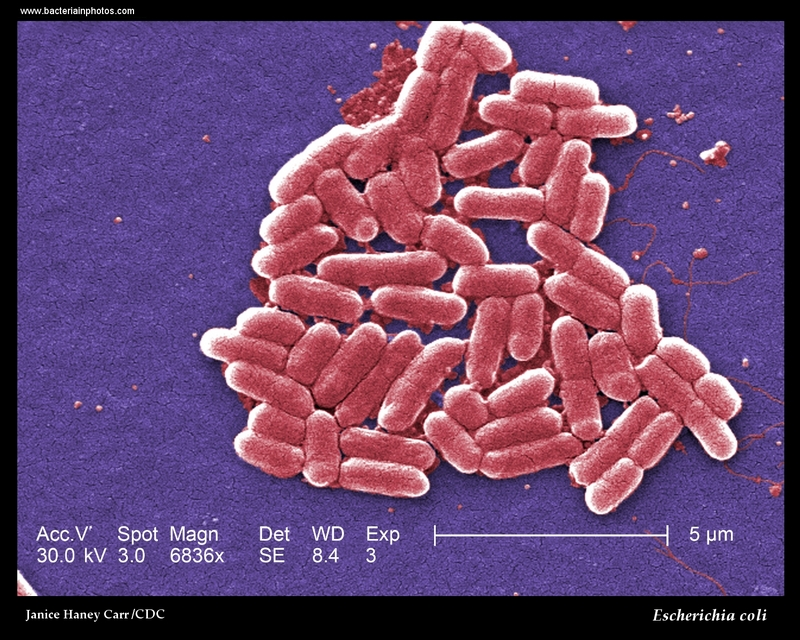
Escherichia coli en microscopia electrònica.

Escherichia coli (E. coli) és un bacteri que ha causat diverses intoxicacions alimentàries degudes a la contaminació de kebabs, com per exemple E. coli 0157:H7.
Es pot detectar la seva presència durant l'emmagatzematge, tot i que a baixes concentracions. A més, s'ha observat que mitjançant el procés de cocció, la seva concentració disminueix significativament. Per tant, es considera que les condicions de cocció poden ser suficients per inactivar la càrrega microbiana d'E. coli. Tanmateix, si les condicions d'emmagatzematge o de cocció no són adequades, aquests poden mantenir-se vius i causar intoxicacions si troben les condicions adequades per créixer. Així doncs, encara que és conegut per ser sensible a altes temperatures, la incidència de contaminació per E. coli en kebabs cuinats pot arribar a ser alta. Per exemple, en un estudi s'ha vist que de 100 mostres de kebab, després del procés de cocció, 54 contenien E. coli.
També, diversos estudis mostren com Escherichia coli sempre està present en el kebab cru i, encara que es redueixi la seva concentració per sota del límit de quantificació un cop cuinat, sempre torna a ser enumerable la quantitat d'aquest en el kebab.
Per altra banda, la concentració d'aquest en els vegetals i les salses poden ser preocupants, en tant que segons els llindars de qualitat microbiològica es consideren mostres insatisfactòries. En concret, el cogombre sol ser el vegetal amb una major contaminació per E. coli (i també per Staphylococcus aureus). En canvi, el tomàquet sol ser l'aliment vegetal menys preocupant en termes de contaminació per E. coli.
Tot i la gran preocupació que pot causar la presència d'aquest microorganisme en els aliments que formen el kebab, el risc de contraure malalties alimentàries pot ser reduït amb una correcta implementació d'anàlisi dels diferents punts de control.

### Salmonellaspp.

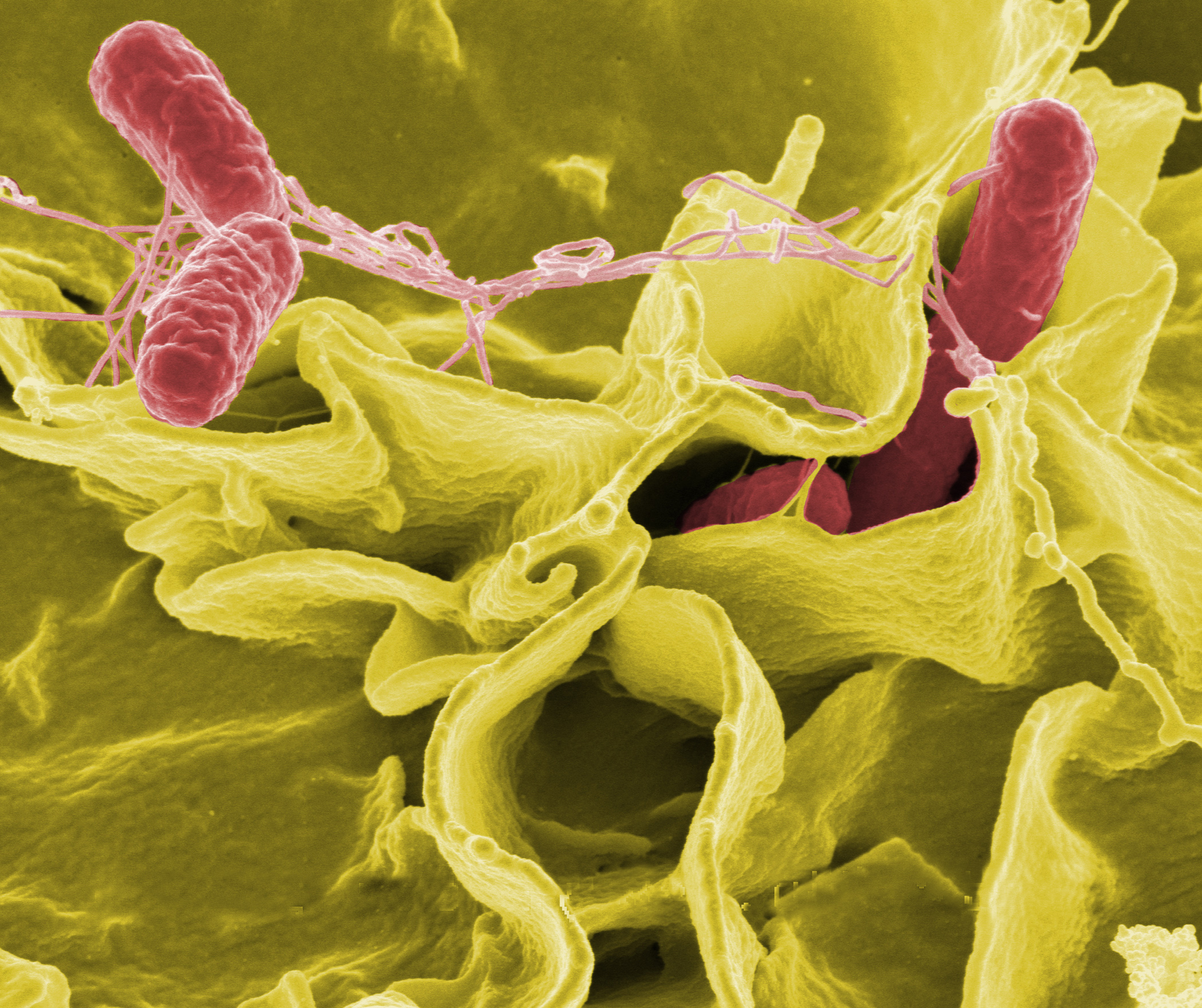
Salmonella typhimurium (vermell) envaint cèl·lules humanes (groc). En microscopia electrònica.

Salmonella spp. es considera que la font principal d'infecció dels humans es a través de la carn de pit de pollastre contaminada per Salmonella. El recompte de Salmonella no és tant alt a la zona de la cuixa. A més, aquesta s'adhereix a la pell del pollastre i és difícil d'eliminar. És per això que alguns fabricants recomanen escalfar la pell per augmentar la qualitat microbiològica dels kebabs.
Tot i que el döner kebab es considera microbiològicament segur després de la cocció, és possible que es contamini per Salmonella spp., a causa de la baixa qualitat microbiana de la carn, les males normes d'higiene o sanejament durant el procés de producció. És a dir, la presència d'aquest patogen en mostres cuinades s'atribueix a la contaminació via utensilis o personal durant el procés de manipulació i cocció de la carn.
A més, les soques de Salmonella necessiten pocs organismes per ser una dosi infectiva, és a dir, inclòs a baixa concentració són perilloses. Per tant, cal garantir que la presència d'aquestes és nul·la en el kebab per tal de considerar condicions satisfactòries.

### Campylobacterspp.
Les espècies gramnegatives del gènere Campylobacter spp. són les principals causants de gastroenteritis bacteriana (campilobacteriosi).

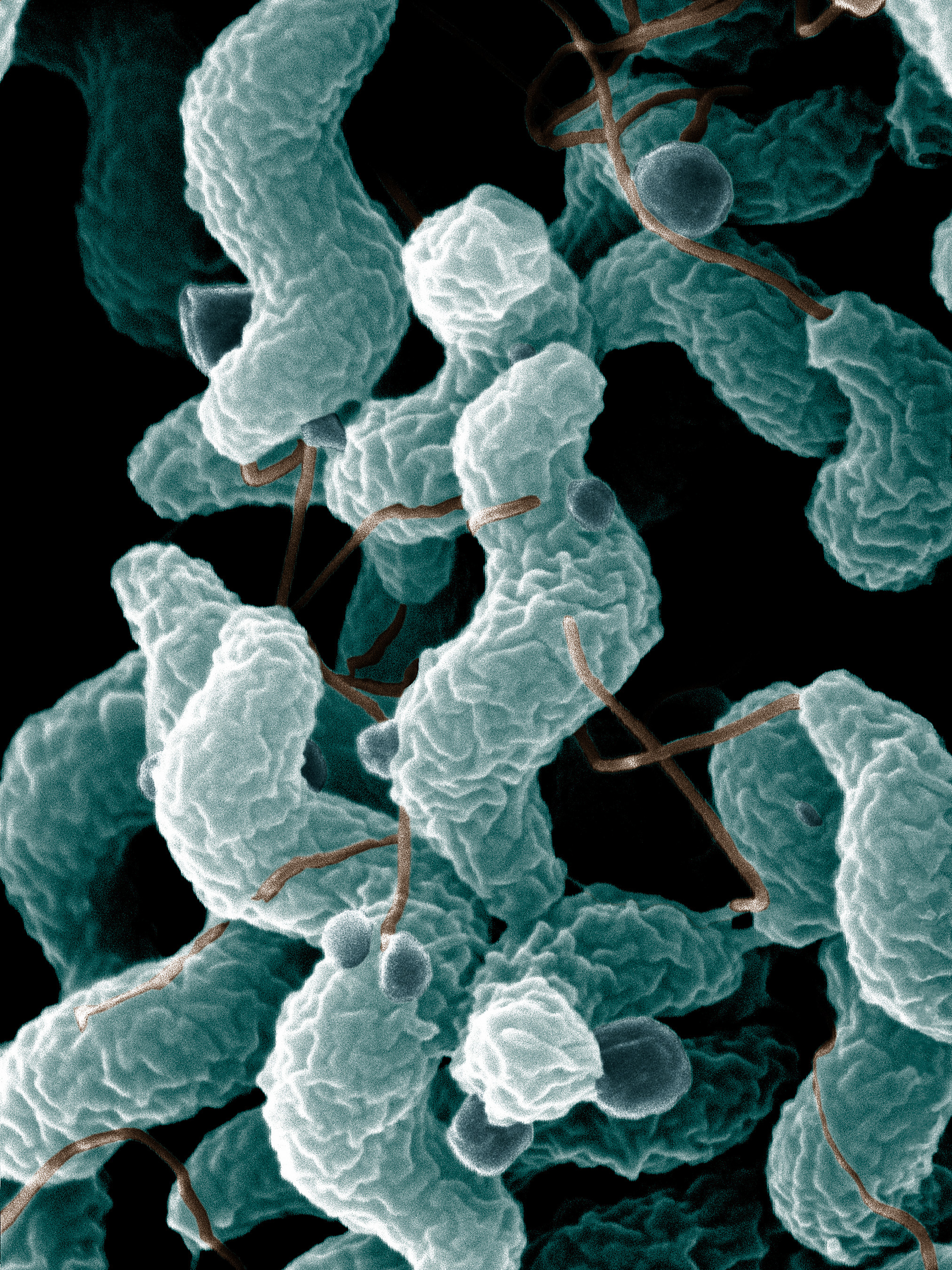
Campylobacter jejuni en microscopia electrònica.

Ha hagut algun brot causat per Campylobacter spp, per exemple a Anglaterra i Gal·les. Algunes de les espècies patògenes causants de malalties alimentàries són Campylobacter jejuni i Campylobacter coli.
En algun estudi es mostra com posteriorment al cuinat, la presència de Campylobacter és nul·la. Per tant, és important tenir-lo en compte en carns crues.
Hi ha una diferència significant en termes de contaminació per les diferents carns. Acostumen a contaminar més la carn de gall d'indi que la de pollastre. A més, la carn d'aviram crua sol estar sempre contaminada per Campylobacter. Però pel que fa al porc i la vedella, s'ha vist que en aquests els nivells són menors, i es creu que aquesta menor incidència pot ser deguda a la sensibilitat que tenen a l'oxigen atmosfèric (i altres estressos ambientals) durant el transport, el processament i l'emmagatzemat de la carn.

### Bacillus

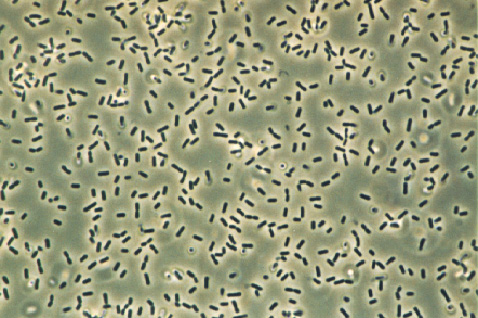
Bacillus subtilis en microscopia electròncia.

El gènere Bacillus consta d'espècies bacterianes capaces de causar intoxicacions alimentàries, en tant que es consideren agents de brots d'intoxicació alimentària, tal com succeeix en altres microorganismes patògens, a causa de les toxines produïdes en aquests.
Algunes de les espècies més freqüents al kebab són B. subtilis, B. pumilus, B. licheniformis i B. thuringiensis).
Es pot trobar present en algunes salses que s'afegeixen al kebab, com la de chili, i a vegades, a concentracions inadmisibles a causa de l'alta concentració en què s'hi troben.
A més, també és freqüent aïllar-los de tomàquets frescos i cogombres, aliments que poden formar part del kebab.
Tanmateix, s'ha vist que la seva concentració pot ser reduïda amb la correcta implementació d'anàlisis i punts de control en l'elaboració del kebab.

### Staphylococcusspp.

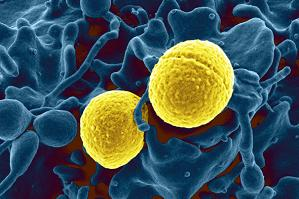
Staphylococcus aureus (groc) fora dels glòbuls blancs (blau). En microscopia electrònica.

El gènere Staphylococcus spp. és un conjunt d'espècies grampositives que inclou a Staphylococcus aureus, el qual és l'espècie causant d'intoxicacions alimentàries més important a tenir en compte, ja que la seva presència en la carn no és admesa ni a baixes concentracions. Aquesta espècie produeix unes toxines molt resistents a la calor, fet pel qual són molt problemàtiques i cal assegurar-se de la seva eliminació.
El kebab pot ser contaminat per Staphylococcus fins i tot després de la cocció si la qualitat de la carn o les mesures d'higiene i sanejament no són les adequades, o bé si la exposició a altes temperatures durant el procés de cocció no ha sigut suficient. A més, també es pot trobar a nivells inadmisibles en els aliments que formen l'amanida o les salses que es fiquen al kebab.
En concret, el cogombre és l'aliment vegetal més preocupant i el tomàquet el que menys en termes de contaminació per Staphylococcus aureus.
Pel que fa a la carn, s'ha vist que la seva concentració és semblant tant en döners de salsitxa com en döners tradicionals crus. Tanmateix, aquesta concentració sol disminuir amb un cuinat en bones condicions.

### Bacteris de l'àcid làctic

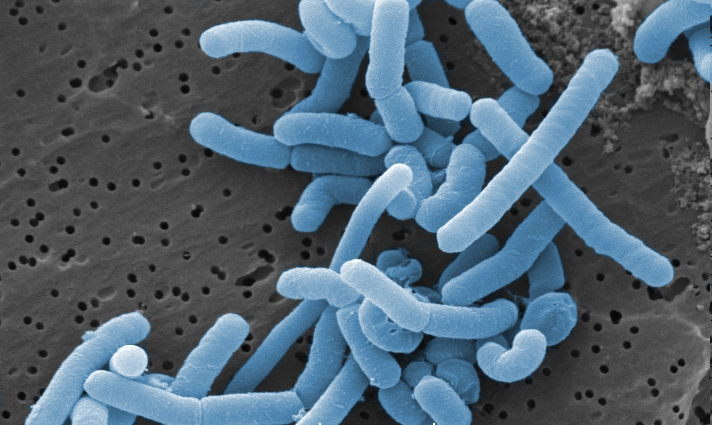
Lactobacillus paracasei, microorganisme pertanyent als bacteris de l'àcid làctic. En microscopia electrònica.

Els bacteris de l'àcid làctic són un conjunt de microorganismes que s'utilitzen àmpliament per la producció de diversos aliments. A més, s'utilitzen també en la conservació d'aquests, en part a causa de les seves propietats antimicrobianes, les quals redueixen la càrrega de patògens. En aliments fermentats també tenen un paper vital. Per tant, aquest grup no produeix un deteriorament del producte, a menys que hi siguin en grans concentracions.
La càrrega microbiana de bacteris de l'àcid làctic durant el procés de cocció del döner kebab disminueix per sota el límit de detecció. Això pot ser a causa de la lesió de les cèl·lules bacterianes causada per la calor aplicada amb la cocció. Tanmateix, si l'emmagatzematge no és realitza correctament, tenen capacitat de recuperar la seva viabilitat. És a dir, les cèl·lules lesionades poden recuperar-se i augmentar de concentració fins al nivell inicial, abans de la cocció, moment en què l'aliment era cru. En concret, l'emmagatzematge per sous vide sembla ser efectiu per no permetre el creixement dels bacteris de l'àcid làctic durant l'emmagatzematge a 4 °C. Tot i així, en alguns estudis s'ha vist que alguns tipus d'emmagatzematge semblen no ser efectius per inhibir el seu creixement, per exemple, l'emmagatzematge amb atmosfera modificada (MAP).
Per altra banda, el cuinat del kebab pot ser efectiu, però la reducció de la càrrega bacteriana no és tan evident respecte les mostres crues.

## Brots relacionats amb el kebab

### Brot de Salmonella mikawasima a la regió sud-oest del Tàmesi (octubre, 1992)
Degut a un increment de casos de infecció produïda per Salmonella mikawasima, en tant que és un patogen potencialment perillós, es va iniciar un estudi epidemiològic per part de les autoritats competents. L'informe apuntava la carn de xai crua com a possible font de contaminació, a causa d'una contaminació creuada durant el procés de fabricació i a una cocció inadequada.
Els establiments implicats en els brots no complien les mesures d'higiene establertes per les autoritats angleses pel que fa a higiene i seguretat alimentària, no tenien un registre correcte de les temperatures ni complien els protocols per prevenir possibles contaminacions creuades.
La conclusió de l'estudi epidemiològic va ser que el brot epidèmic estava relacionat en el consum de kebab.

### Brot per Salmonella typhimurium a la Costa Central de Nova Gales del Sud (Juny, 2010)
Al 2010 es va produir un brot causat per Salmonella typhimurium, on van haver-hi 45 persones afectades. Les autoritats australianes, un cop fet el corresponent estudi epidemiològic, van relacionar el brot amb una botiga de menjar preparat, on hi havia venda de kebabs. Aquesta relació va ser feta perquè a les mostres de la botiga es va aïllar el mateix patogen que en les persones infectades.
En aquesta mateixa botiga hi va haver un altre brot a l'abril del 2007, també ocasionat pel mateix patogen.
En ambdós casos es va sospitar que la font de contaminació podia ser una contaminació creuada. La botiga va ser sancionada per incompliment reiterat de les lleis australianes de seguretat alimentària.

### Brot per Salmonella Typhimurium al sud de Gales (Juliol, 1995)
Les investigacions es van iniciar al haver-hi un augment de pacients amb símptomes provocats per Salmonella typhimurium. El brot va ser relacionat amb el consum de kebab, en tant que quasi totes les persones afectades havien consumit kebab tres dies abans de l'aparició dels símptomes. Després de les anàlisis microbiològiques, els experts van concloure que la contaminació va ocórrer en la fàbrica del majorista que subministrava la carn de kebab i iogurts a diferents restaurants. Aquesta contaminació es creu que va ser produïda per una mala pràctica durant l'emmagatzematge de la carn i els iogurts abans de ser distribuïts, però també es va trobar el patogen en el xai ja picat, utilitzat com a carn de kebab.

### Brot d'Escherichia coliO157 a Canadà (setembre, 2004)
A mitjans de Setembre es va observar un augment de casos d'Escherichia coli O157, la qual cosa va alertar a l'agència canadenca d'inspecció d'aliments. En concret, es van diagnosticar 43 persones infectades. Després de fer el seguiment dels casos i les anàlisis adients, van concloure que el brot epidèmic estava relacionat en l'ingesta de döners de vedella, perquè un alt percentatge dels afectats n'havien consumit.
Les investigacions ambientals van evidenciar pràctiques errònies durant la manipulació. No es va poder determinar ni l'origen, ni el mecanisme de contaminació, però la principal causa va ser que a causa de l'alt volum de vendes, la temperatura de cocció de la carn no va ser la correcta. A més, tampoc es netejava adequadament els estris de tall quan els pics de venda eren molt elevats, fet que va fer possible la proliferació dels patògens.

### Brot de Norovirus GII.P21 a Àustria (gener, 2014)
Els responsables d'un internat austríac van alertar a les autoritats sanitàries d'un increment de casos de gastroenteritis entre els estudiants. Les investigacions van albirar dos possibles fonts de contagi, una era a la cuina de l'internat i l'altra un restaurant de kebab proper a l'internat, on alguns dels estudiants intoxicats havien consumit kebabs dies abans de l'inici dels símptomes. Pel que fa a la font de contaminació del propi internant, es va aclarir que va ser perquè els estudiants infectats havien estat en contacte amb els estudiants no infectats inicialment a l'hora dels àpats.
Les anàlisis de femta dels treballadors del kebab (que no mostraven símptomes d'intoxicació) i dels estudiants afectats van revelar que tots estaven infectats per la mateixa soca de Norovirus, fet pel qual es va concloure que la font de contaminació van ser els manipuladors del kebab, els quals tenien una higiene de mans deficient.

## Normatives
El kebab és un producte alimentari que pot tenir múltiples ingredients. Per tal de prevenir intoxicacions alimentàries a nivell europeu, estatal i autonòmic s'han establert un seguit de normatives per a garantir la seguretat i la higiene alimentària en tots productes destinats al consum humà. A més, s'ha establert també una normativa pel que fa a criteris microbiològics.
Reglament (UE) 2017/1981 2017/1981, modifica l'annex III del Reglament (CE) núm. 853/2004 del parlament europeu i del consell respecte a les condicions de la temperatura durant el transport dels productes carnis. És aplicable al kebab, en tant que és un producte carnic que es transportat des de la fabrica on es procesa fins a l'establiment en el qual se servirà al consumidor final.
Llei 15/1990 d'ordenació sanitària a Catalunya. Aquesta llei regula tots els aspectes sanitaris a Catalunya. Cal destacar el punt 8 de la llei, el qual recull la normativa pel control sanitari i la prevenció del risc per la salut derivat dels productes alimentaris, i aplicable també al kebab.
Reial decret 3484/2000, estableix les normes de higiene per a l'elaboració, distribució i comercialització de menjars preparats. El kebab es considera un àpat preparat i per tant, és aplicable aquesta llei.
El Reial decret 1376/2003 n'estableix les condicions sanitàries de producció, emmagatzematge i comercialització al detall. Recull la normativa per a l'elaboració, preparació, emmagatzematge i comercialització de productes carnis i els seus derivats en establiments que els subministren als consumidors finals. El kebab és considerat un derivat carnic, i a més, es comercialitza al detall en els restaurants.
El Reglament (CE) 853/2004 n'estableix les normatives específiques d'higiene pel que fa als productes d'origen animal, transformats i no transformats.
El Reglament (CE) no 2073/2005, relatiu als criteris microbiològics, el compliment d'aquest reglament serveix per a prevenir intoxicacions alimentàries per microorganismes patògens que poden estar presents si es consumeix un kebab contaminat per aquests.